# Аксёнова, Людмила Васильевна
Людми́ла Васи́льевна Аксёнова (урожд. Шаповалова; род. 23 апреля 1947, Севастополь, РСФСР) — советская легкоатлетка, бронзовый призёр Олимпийских игр.

## Спортивная карьера
Окончила Киевский ГИФК, тренер-преподаватель. Легкой атлетикой начала заниматься в 1964. Выступала за «Авангард» (Харьков, Киев). МСМК. В сборную команду СССР входила с 1971 года. Тренировалась у В. Аксёнова.

## Результаты
Бронзовый призёр Олимпийских Игр 1976 в эстафете 4 х 400 м (3.24,24, рекорд СССР; бежала 2-й этап — 50,5), полуфиналистка в беге на 400 м. Чемпионка Европы в помещении 1971 в эстафетах 4 х 200 м и 4 х 400 м, 1975 в эстафете 4 х 320 м. Серебряный призёр Чемпионата Европы в помещении 1972 в эстафете 4 х 2 круга (360 м). Чемпионка СССР 1976 в беге на 400 м (51,27). Бронзовый призёр ЧС 1971 в эстафете 4 х 400 м, 1974 в беге на 400 м. Серебряный призёр ЧС в помещении 1974, 1975 в беге на 400 м, 1976 в беге на 300 м. Бронзовый призёр ЧС в помещении в беге на 400 м. 4-кратная рекордсменка СССР в эстафете 4 х 400 м (1971—1976).
На Олимпийских играх 1976 в Монреале Людмила Аксёнова завоевала бронзовую медаль в эстафете 4×400 м вместе с Интой Климовичей, Натальей Соколовой и Надеждой Ильиной. В личных соревнованиях она заняла 6 место в полуфинальном забеге на 400 метров.
Чемпионка СССР 1976 года в беге на 400 метров.